# Celine Rattray
Celine Rattray é uma produtora cinematográfica britânica. Como reconhecimento, foi nomeada ao Oscar 2011 na categoria de Melhor Filme por The Kids Are All Right.